# Hornoy-le-Bourg

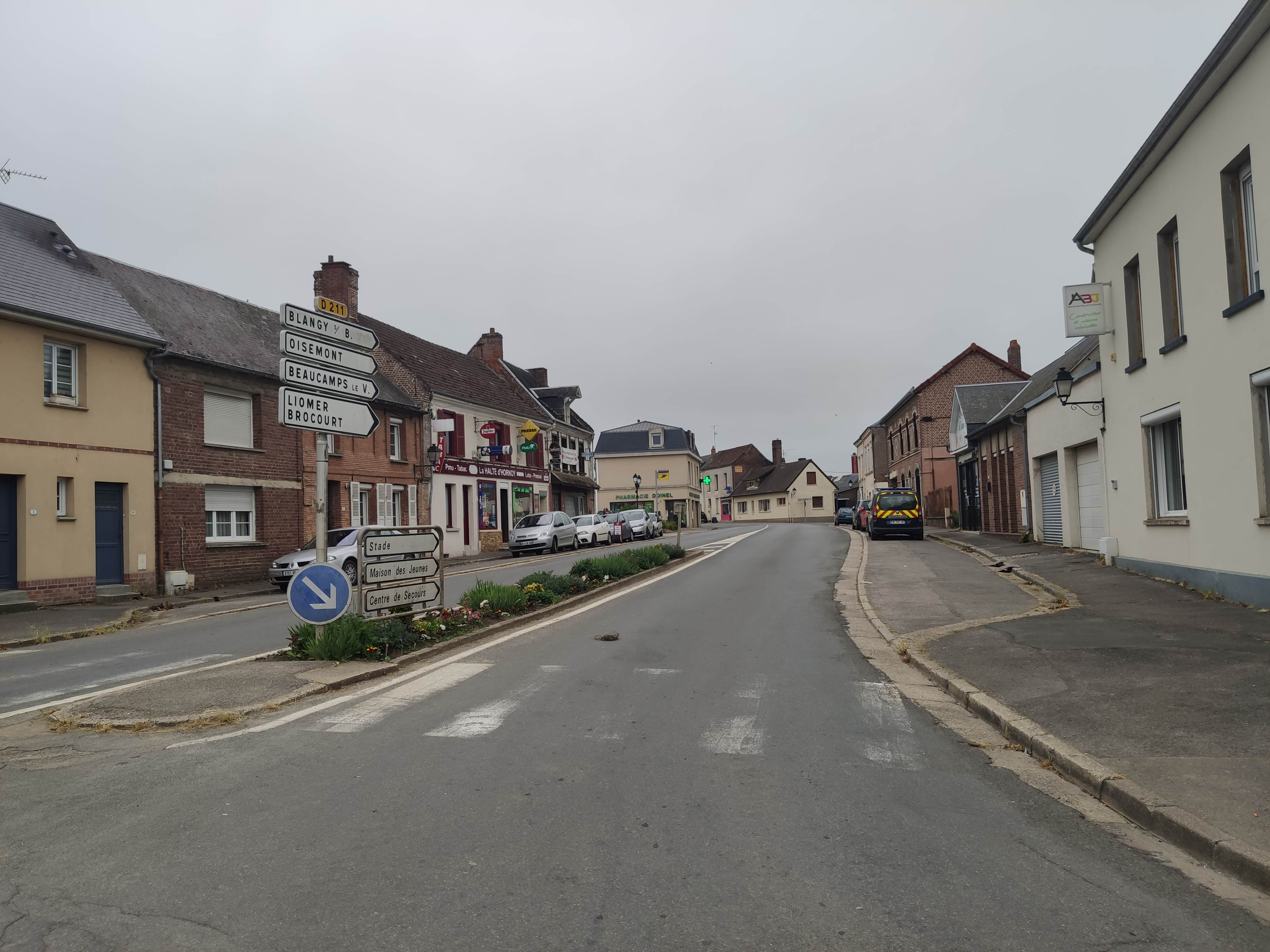
Paysage de la commune : la rue Charles-Dufour.

Hornoy-le-Bourg est une commune française située dans le département de la Somme en région Hauts-de-France.
Elle a été agrandie en 1972 par la fusion de sept communes.

## Géographie

### Localisation
Hornoy-le-Bourg est un bourg picard entre Vimeu et Amiénois.
À vol d'oiseau, la commune est située à 9 km à l'est de Beaucamps-le-Vieux, 10 km au nord-ouest de Poix-de-Picardie, 29 km au sud d'Abbeville, 29 km à l'ouest d'Amiens et à 47 km au nord-ouest de Beauvais.
Le territoire de la commune est limitrophe de ceux de quatorze communes.
Les communes limitrophes sont  Aumont, Avelesges, Belloy-Saint-Léonard, Bettembos, Camps-en-Amiénois, Dromesnil, Lafresguimont-Saint-Martin, Molliens-Dreuil, Morvillers-Saint-Saturnin, Méricourt-en-Vimeu, Offignies, Saint-Aubin-Montenoy, Thieulloy-l'Abbaye et Vraignes-lès-Hornoy.

### Géologie et relief
C'est la deuxième plus grande commune (en superficie) de la Somme, derrière Crécy-en-Ponthieu et devant Amiens.

### Hydrographie
La commune est traversée par la ligne de partage des eaux entre les bassins hydrographiques Artois-Picardie et Seine-Normandie. Elle n'est drainée par aucun cours d'eau.

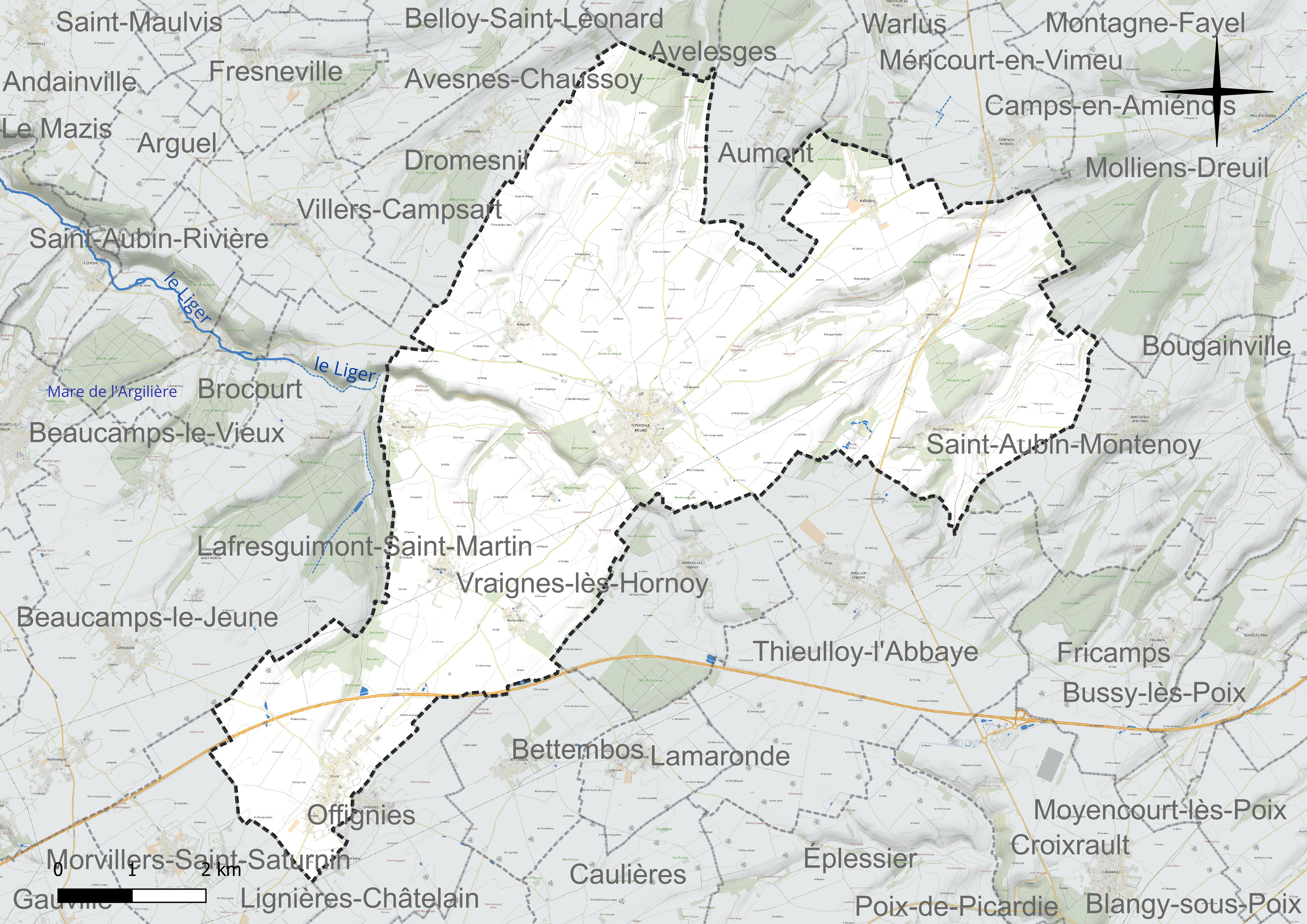
Réseau hydrographique de Hornoy-le-Bourg.

### Climat
Pour des articles plus généraux, voir Climat des Hauts-de-France et Climat de la Somme.
En 2010, le climat de la commune est de type climat océanique altéré, selon une étude du CNRS s'appuyant sur une série de données couvrant la période 1971-2000. En 2020, Météo-France publie une typologie des climats de la France métropolitaine dans laquelle la commune est exposée à un climat océanique et est dans la région climatique Côtes de la Manche orientale, caractérisée par un faible ensoleillement (1 550 h/an) ; forte humidité de l'air (plus de 20 h/jour avec humidité relative > 80 % en hiver), vents forts fréquents.
Pour la période 1971-2000, la température annuelle moyenne est de 9,8 °C, avec une amplitude thermique annuelle de 13,7 °C. Le cumul annuel moyen de précipitations est de 829 mm, avec 12,7 jours de précipitations en janvier et 8,8 jours en juillet. Pour la période 1991-2020, la température moyenne annuelle observée sur la station météorologique la plus proche, située sur la commune d'Oisemont à 16 km à vol d'oiseau, est de 11,1 °C et le cumul annuel moyen de précipitations est de 801,4 mm,. Pour l'avenir, les paramètres climatiques de la commune estimés pour 2050 selon différents scénarios d'émission de gaz à effet de serre sont consultables sur un site dédié publié par Météo-France en novembre 2022.

### Milieux naturels et biodiversité
L'ancienne carrière souterraine dans le coteau calcaire d'Hornoy est profonde d'environ 70 mètres. Située en bordure d'une des vallées sèches à l'amont du bassin du Liger, affluent de la Bresle, c'est une propriété privée. classée zone ZNIEFF, elle renferme notamment plusieurs espèces de chauve-souris protégées.

## Urbanisme

### Typologie
Au 1er janvier 2024, Hornoy-le-Bourg est catégorisée commune rurale à habitat dispersé, selon la nouvelle grille communale de densité à sept niveaux définie par l'Insee en 2022.
Elle est située hors unité urbaine. Par ailleurs la commune fait partie de l'aire d'attraction d'Amiens, dont elle est une commune de la couronne,. Cette aire, qui regroupe 369 communes, est catégorisée dans les aires de 200 000 à moins de 700 000 habitants,.

### Occupation des sols
L'occupation des sols de la commune, telle qu'elle ressort de la base de données européenne d'occupation biophysique des sols Corine Land Cover (CLC), est marquée par l'importance des territoires agricoles (90,1 % en 2018), une proportion identique à celle de 1990 (90,1 %). La répartition détaillée en 2018 est la suivante :
terres arables (74,2 %), prairies (8,2 %), forêts (8 %), zones agricoles hétérogènes (7,7 %), zones urbanisées (1,8 %). L'évolution de l'occupation des sols de la commune et de ses infrastructures peut être observée sur les différentes représentations cartographiques du territoire : la carte de Cassini (XVIIIe siècle), la carte d'état-major (1820-1866) et les cartes ou photos aériennes de l'IGN pour la période actuelle (1950 à aujourd'hui).

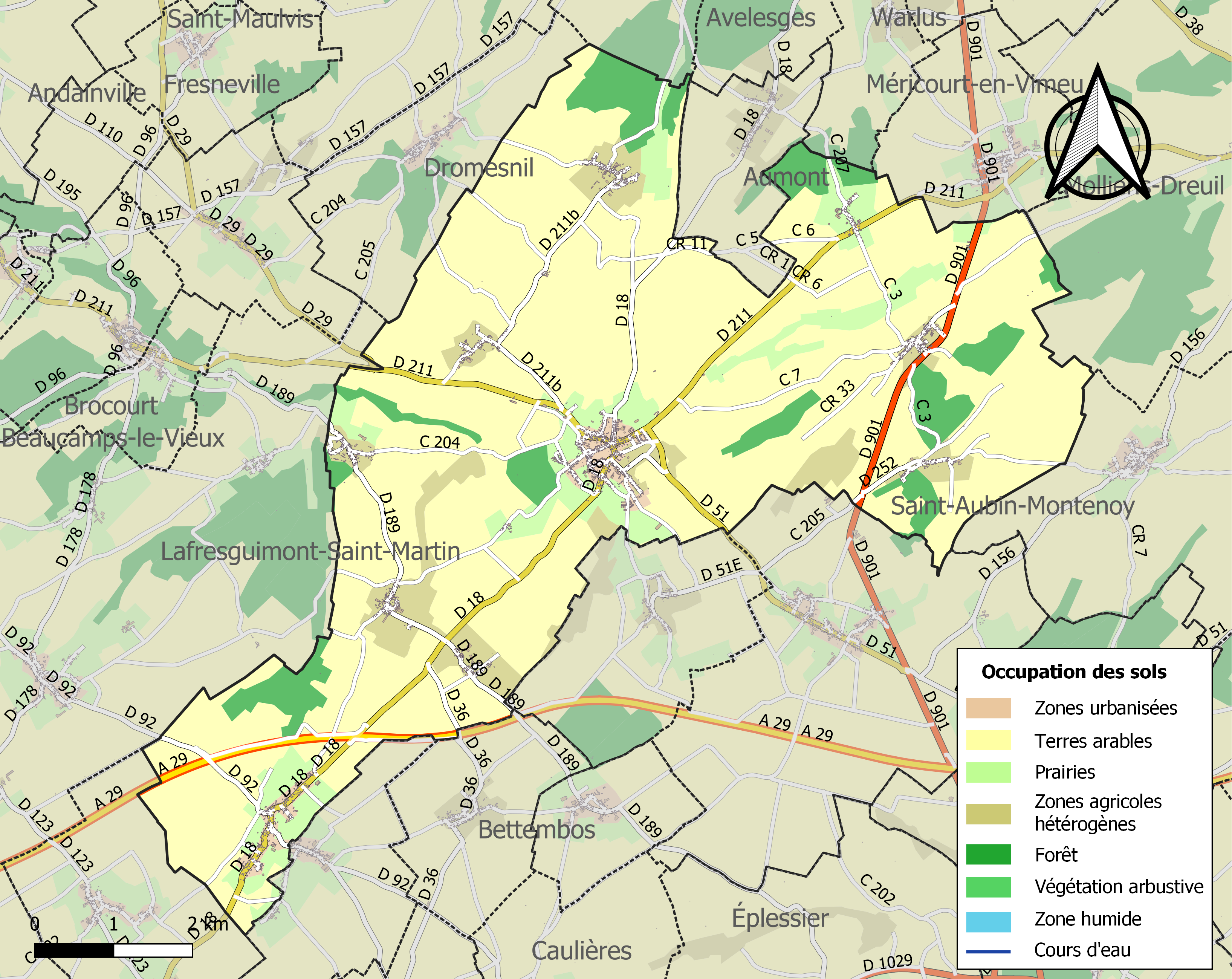
Carte des infrastructures et de l'occupation des sols de la commune en 2018 (CLC).

### Voies de communications et transports
Au point de vue routier, le bourg est accessible par les routes départementales 211, 51 et 18. L'autoroute A29 passe au sud du territoire communal.
En 2019, la localité est desservie par la ligne d'autocars no 4 (Blangy-sur-Bresle - Amiens) et la ligne no 32 du réseau Trans'80, Hauts-de-France, chaque jour de la semaine sauf le dimanche et les jours fériés.

### Lieux-dits, hameaux et écarts
Constituée en 1972 par la fusion d'anciennes communes, la commune a son chef-lieu à Hornoy et compte plusieurs hameaux (ou communes associées) :
- Bezencourt (jusqu'en 1972, Bezencourt était un écart de la commune de Tronchoy[15]) ;
- Boisrault ;
- Boulainvillers (jusqu'en 1972, Boulainvillers était un écart de la commune de Tronchoy[16]) ;
- Gouy-l'Hôpital ;
- Lincheux-Hallivillers ;
- Orival ;
- Selincourt ;
- Tronchoy.

### Habitat et logement
En 2018, le nombre total de logements dans la commune était de 818, alors qu'il était de 786 en 2013 et de 737 en 2008.
Parmi ces logements, 82,1 % étaient des résidences principales, 6,2 % des résidences secondaires et 11,6 % des logements vacants. Ces logements étaient pour 97,2 % d'entre eux des maisons individuelles et pour 2,6 % des appartements.
Le tableau ci-dessous présente la typologie des logements à Hornoy-le-Bourg en 2018 en comparaison avec celle de la Somme et de la France entière. Une caractéristique marquante du parc de logements est ainsi une proportion de résidences secondaires et logements occasionnels (6,2 %) inférieure à celle du département (8,3 %) mais supérieure à celle de la France entière (9,7 %). Concernant le statut d'occupation de ces logements, 76,4 % des habitants de la commune sont propriétaires de leur logement (77,3 % en 2013), contre 60,3 % pour la Somme et 57,5 pour la France entière.
| Typologie                                               | Hornoy-le-Bourg | Somme | France entière |
| ------------------------------------------------------- | --------------- | ----- | -------------- |
| Résidences principales (en %)                           | 82,1            | 83,3  | 82,1           |
| Résidences secondaires et logements occasionnels (en %) | 6,2             | 8,3   | 9,7            |
| Logements vacants (en %)                                | 11,6            | 8,4   | 8,2            |

### Projets
Afin de conforter l'attractivité de la commune, la municipalité suscite plusieurs projets de développement urbain, avec l'aménagement du secteur de l'ancienne coopérative au centre du bourg, où seront notamment aménagés un restaurant et une salle d'activités,, et la réalisation d'un lotissement de 32 parcelles pavillonnaires rue Blondel, à proximité des écoles,.

## Toponymie
Hornoy-le-Bourg est constituée en 1972 par la fusion d'anciennes communes, la commune a son chef-lieu à Hornoy et compte plusieurs hameaux (ou communes associées) dont Gouy-l'Hôpital.

Gouy est le nom primaire du village attesté sous la forme Gavdiacvm, depuis le IIe siècle av. J.-C. -acvm signifie en latin, le domaine et gavdi de gavdivs (anthroponyme chrétien tiré du latin gavdivm : joie). Donc le « domaine joyeux ».
Hornoy est attesté sous les formes Horona en 751 ; Hornodium en 1090 ; Hornet en 1105 ; Hornart vers 1096 ; Hornetum en 1106 ; Hornoy en 1146 ; Hornoi en 1164 ; Horneium en 1166 ; Ormoy vers 1200 ; Borona en 1579 ; Hornay en 1761 ; Harnois en 1778.

Pour l'étymologie, il faut sans doute se rattacher à l'allemand Horn, « corne, extrémité » ou  hurna, « pointe de terrain, promontoire ».
La rue au Loup rappelle un épisode local survenu le 5 septembre 1825. Une louve est abattue après avoir attaqué plusieurs personnes. C'est la seule attaque de loup connue dans la Somme au XIXe siècle.

## Histoire

### Bezencourt
- Les villages de la région, dont ceux composant la commune de Hornoy-le-bourg, ont été concernés, au début de la Seconde Guerre mondiale, lors de la Bataille de France par un affrontement entre les troupes françaises et allemandes autour du Liger. Les soldats du 67e bataillon de chasseurs alpins (67e BCA) défendirent victorieusement Bezencourt lors de combats acharnés les 6 et 7 juin 1940, au prix de la mort de 99 hommes en deux jours de combat[25], avant de devoir battre en retraite, sous peine d'être encerclés[26]. A son retour de captivité, au début de 1941, le lieutenant-colonel du Passage tint à commémorer le sacrifice des soldats morts pour défendre le village. Depuis cette date, les combats de Bezencourt sont donc commémorés chaque année au début du mois de juin, un monument commémoratif a été édifié, un musée ouvert dans l'ancienne sacristie de l'église. Un carré militaire a été inauguré en 1957 dans le cimetière communal, où sont inhumés seize soldats, parmi lesquels le lieutenant Mock, dont une rue de Bezencourt porte le nom[27].

### Boisrault
- 1584 : Francois II d'Aumale (10e degré), seigneur du Quesnoi, rachète le fief de Boisrault à Hughes Myette moyennant 4 833 écus et devient seigneur de Boisrault. Le fief reste dans la famille d'Aumale jusqu'au 13e degré avec Marie-Louise d'Aumale qui épouse en 1693 François de Calonne d'Avesne.

### Gouy
- 985 : création de l'archidiaconé d'Amiens, auquel Gouy est rattaché. Il sert de limite territoriale entre Pajus Ambianesis (Amiens) et Pajus Winnaus (Vimeu).
- 1066 : Guillaume, duc de Normandie, mobilise ses troupes à Saint-Valery et conquiert l'Angleterre (bataille d'Hastings). L'évêque Guy est responsable de l'évêché d'Amiens. Théobald Frétel est seigneur de Vismes et va prendre part à la bataille d'Angleterre. Il recevra des terres dans le Suffolk.
- 1099 : fondation des ordres hospitaliers lors de la première croisade en 1096. Godefroy de Bouillon, duc de Basse Lorraine et comte de Boulogne, est roi de Jérusalem le 23 juillet mais refuse la nomination. La terre de Gouy appartient aux Hospitaliers de Saint-Jean de Jérusalem. Roger Frétel, fils de Théobald fait construire une chapelle dans le Norfolk.
- 1179 : la commanderie de Saint-Maulvis existe. Philippe II Auguste est roi de France et rattache la Picardie à la France. Le village s'appelle Goy.
- 1186 : Gouy est rattaché au comté d'Amiens à la suite d'un acte scellé entre Philippe Auguste et le comte de Flandres. Il sert de limite territoriale.
- 1210 : Jean de Brienne (1148-1237) est nommé roi de Jérusalem jusqu'en 1225.
- 1522 : Gouy est rattaché à l'abbaye de Selincourt et appartient à la seigneurie de la famille de Saint-Fuscien.

### Hornoy
Hornoy est desservi de 1891 à 1940, pour les voyageurs et jusqu'en 1947 pour les marchandises, par la ligne Amiens - Aumale - Envermeu, une ligne de chemin de fer secondaire à voie métrique du réseau des chemins de fer départementaux de la Somme.

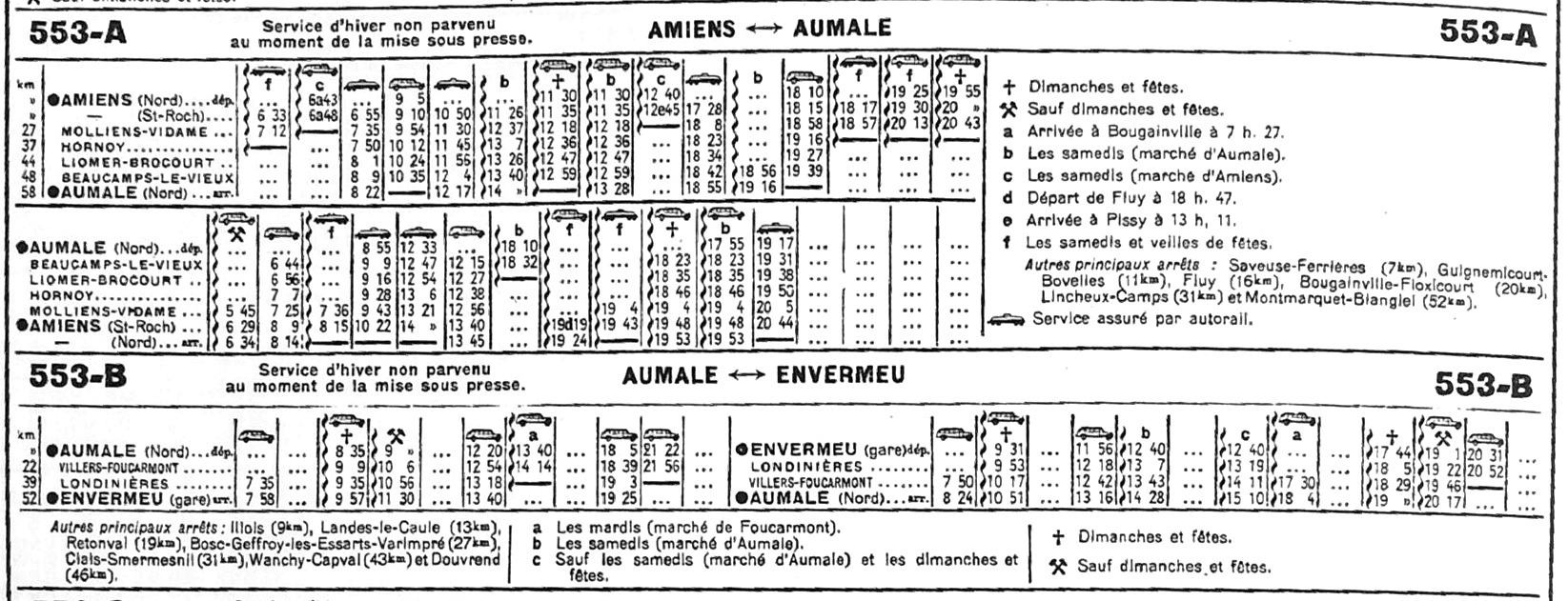
Horaires de la ligne en 1936. Une partie des circulations était déjà assurée par autocars
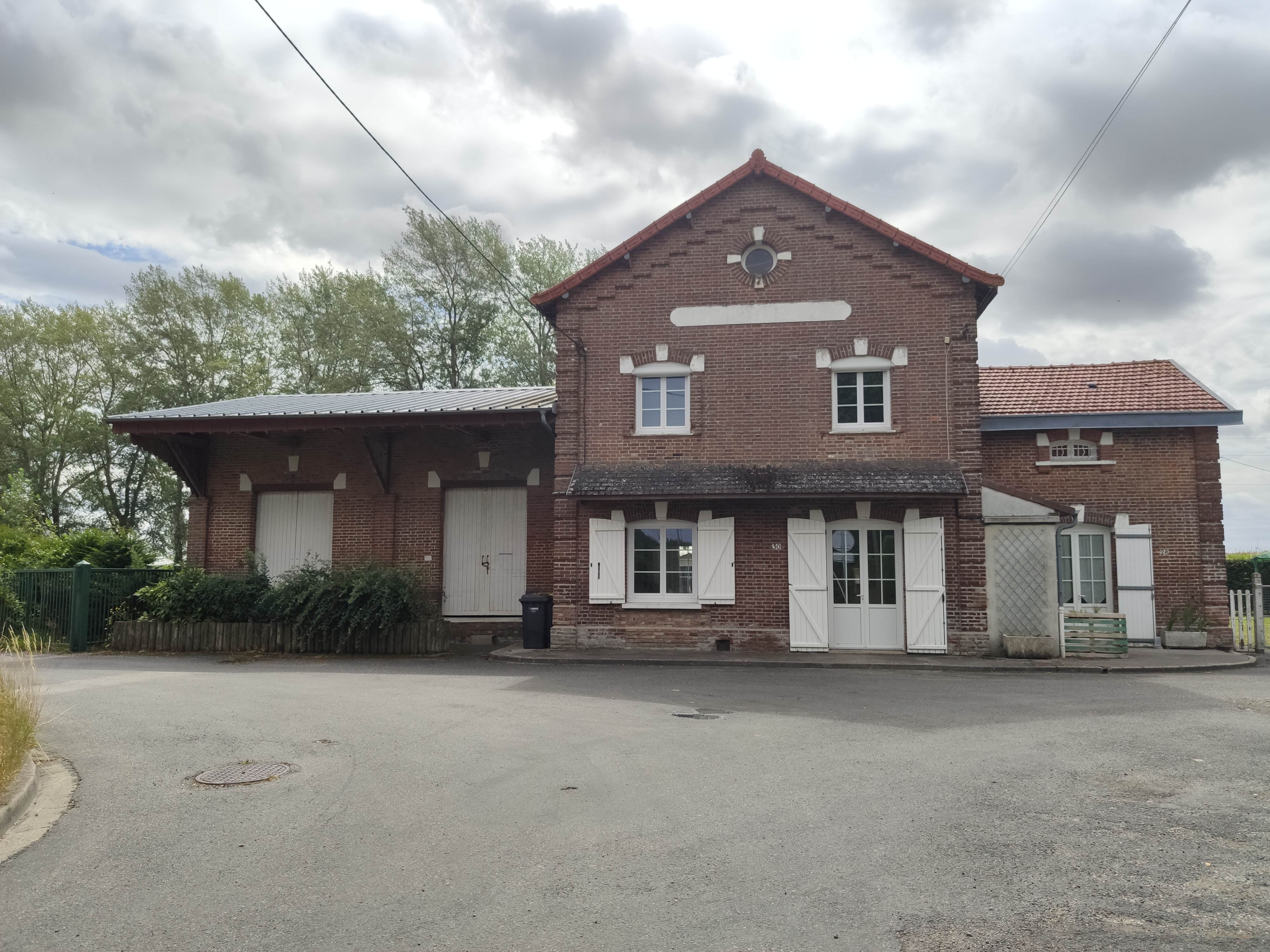
Le bâtiment de la gare en 2020

La commune d'Hornoy, constituée lors de la Révolution française, absorbe entre 1790 et 1794, celle de Hallivillers. Elle fusionne avec ses voisines en 1972 pour former Hornoy-le-Bourg.

## Politique et administration

### Rattachements administratifs et électoraux
Hornoy-le-Bourg est une commune constituée en 1972 dans le cadre des dispositions de la loi sur les fusions et regroupements de communes ou Loi Marcellin de 1971, à l'initiative de l'ancien maire de Hornoy et conseiller général Charles Dufour, par la réunion des anciennes communes de : Hornoy ; Boisrault ; Gouy-l'Hôpital ; Lincheux-Hallivillers ; Orival ; Selincourt ; Tronchoy.
Ce sont désormais des communes associées, dotées chacune d'un maire délégué, membre du conseil municipal d'Hornoy-le-Bourg.
La commune ainsi constituée se trouve dans l'arrondissement d'Amiens du département de la Somme. Pour l'élection des députés, elle fait partie depuis 2012 de la quatrième circonscription de la Somme.
Hornoy puis Hornoy-le-Bourg était depuis 1793 le chef-lieu du canton de Hornoy-le-Bourg. Dans le cadre du redécoupage cantonal de 2014 en France, la commune est intégrée au canton de Poix-de-Picardie.

### Intercommunalité
La commune était membre de la communauté de communes du Sud-Ouest Amiénois, créée en 2004.
Dans le cadre des dispositions de la loi portant nouvelle organisation territoriale de la République du 7 août 2015, qui prévoit que les établissements publics de coopération intercommunale (EPCI) à fiscalité propre doivent avoir un minimum de 15 000 habitants, la préfète de la Somme propose en octobre 2015 un projet de nouveau schéma départemental de coopération intercommunale (SDCI) qui prévoit la réduction de 28 à 16 du nombre des intercommunalités à fiscalité propre du département.
Ce projet prévoit la « fusion des communautés de communes du Sud-Ouest Amiénois, du Contynois et de la région d'Oisemont », le nouvel ensemble de 37 412 habitants regroupant 120 communes,. À la suite de l'avis favorable de la commission départementale de coopération intercommunale en janvier 2016, la préfecture sollicite l'avis formel des conseils municipaux et communautaires concernés en vue de la mise en œuvre de la fusion.
La communauté de communes Somme Sud-Ouest (CC2SO), dont est désormais membre la commune, est ainsi créée au 1er janvier 2017.

### Liste des maires
| Période                                  | Période      | Identité                               | Étiquette              | Qualité                                                                                                  |
| ---------------------------------------- | ------------ | -------------------------------------- | ---------------------- | --- |
| Les données manquantes sont à compléter. |              |                                        |                        | |
| en cours en 1825                         |              | Charles Victor de Dompierre d'Hornoy   |                        | |
|                                          |              | Alexandre, comte de Dompierre d'Hornoy |                        | Magistrat, Conseiller général de Hornoy (1845 → 1873) Président du Conseil Général (1850 et 1871 → 1873) |
| 1935                                     | 1951 (décès) | Gabriel Delétoille                     | Rad.-RGR               | Quincaillier Conseiller général de Hornoy (1945 → 1951)                                                  |
| 1959                                     | 1972         | Charles Dufour                         | SFIO puis DVG puis DVD | Pharmacien Conseiller général de Hornoy (1958 → 1983)                                                    |

| Période                                  | Période                     | Identité       | Étiquette              | Qualité |
| ---------------------------------------- | --------------------------- | -------------- | ---------------------- | --- |
| Les données manquantes sont à compléter. |                             |                |                        | |
| 1972                                     | 1983                        | Charles Dufour | SFIO puis DVG puis DVD | Pharmacien Conseiller général de Hornoy-le-Bourg (1959 → 1983)                                                                   |
| 1984                                     | 2008                        | Daniel Capon   | UMP                    | Pharmacien Canton de Hornoy-le-Bourg Conseiller général de Hornoy-le-Bourg (1984 → 2008)                                         |
| mars 2008                                | 2014                        | Gilbert Marié  |                        | |
| 2014                                     | En cours (au 23 avril 2021) | James Froidure |                        | Agriculteur retraité Vice-président de la CCSOA (2014 → 2016) Vice-président de la CC2SO (2017 →) Réélu pour le mandat 2020-2026 |

## Équipements et services publics

### Enseignement
L'école primaire d'Hornoy compte 253 élèves de maternelle et d'élémentaire à la rentrée scolaire 2017. Elle est placée en zone B, dans l'académie d'Amiens.
La gestion des écoles communales est assurée depuis 2017 par la communauté de communes Somme Sud-Ouest, ce qui se traduit par un transfert fiscal partiel des impôts locaux vers l'intercommunalité.

### Santé
L'Ehpad Daniel Croizé accueille des personnes âgées dépendantes, destiné à s'étendre dans de nouveaux locaux à proximité destinés à  des personnes âgées valides. Un foyer de vie accueille des personnes handicapées mentales, qui devrait déménager à terme rue Blondel.
Un centre médico-psychologique (CMP) a été implanté dans les locaux de l'ancienne perception en 2020, en remplacement de locaux vétustes.
Pour les animaux, une clinique vétérinaire a ouvert en 2020.

### Justice, sécurité, secours et défense
La commune accueille un centre de secours des pompiers de la Somme constitué en 2021 et composé de 21 pompiers volontaires dont quatre femmes, ainsi que quatre jeunes sapeurs pompiers en cours de formation. Il réalise de 260 et 300 interventions par an sur les 11 communes de son ressort,.
Une brigade de gendarmerie nationale est implantée dans un bâtiment désormais indapté construit en 1978. Elle dépend de la communauté de brigades de gendarmerie d'Oisemont, Airaines et Hornoy-le-Bourg.

## Population et société

### Démographie
L'évolution du nombre d'habitants est connue à travers les recensements de la population effectués dans la commune depuis 1793. Pour les communes de moins de 10 000 habitants, une enquête de recensement portant sur toute la population est réalisée tous les cinq ans, les populations de référence des années intermédiaires étant quant à elles estimées par interpolation ou extrapolation. Pour la commune, le premier recensement exhaustif entrant dans le cadre du nouveau dispositif a été réalisé en 2007.

En 2022, la commune comptait 1 641 habitants, en évolution de −1,8 % par rapport à 2016 (Somme : −1,26 %, France hors Mayotte : +2,11 %).
| 1793  | 1800  | 1806  | 1821  | 1831  | 1836  | 1841  | 1846  | 1851  |
| ----- | ----- | ----- | ----- | ----- | ----- | ----- | ----- | ----- |
| 1 127 | 1 190 | 1 146 | 1 052 | 1 070 | 1 087 | 1 048 | 1 045 | 1 108 |

| 1856  | 1861  | 1866  | 1872 | 1876 | 1881 | 1886 | 1891 | 1896 |
| ----- | ----- | ----- | ---- | ---- | ---- | ---- | ---- | ---- |
| 1 106 | 1 083 | 1 020 | 962  | 952  | 930  | 922  | 912  | 907  |

| 1901 | 1906 | 1911 | 1921 | 1926 | 1931 | 1936 | 1946 | 1954 |
| ---- | ---- | ---- | ---- | ---- | ---- | ---- | ---- | ---- |
| 883  | 873  | 815  | 783  | 748  | 720  | 699  | 713  | 718  |

| 1962 | 1968 | 1975  | 1982  | 1990  | 1999  | 2006  | 2007  | 2012  |
| ---- | ---- | ----- | ----- | ----- | ----- | ----- | ----- | ----- |
| 770  | 771  | 1 503 | 1 467 | 1 448 | 1 449 | 1 638 | 1 663 | 1 670 |

| 2017  | 2022  | - | - | - | - | - | - | - |
| ----- | ----- | - | - | - | - | - | - | - |
| 1 679 | 1 641 | - | - | - | - | - | - | - |

### Sports
L'Étoile sportive des Deux Vallées gère la pratique du football.

### Manifestations culturelles et festivités
- Foire annuelle Sainte-Catherine : le troisième dimanche de novembre[56],[57]
- Fête communale : le dimanche suivant le 14 juillet.
- Le festival le Chahut vert est un festival destiné à mettre en valeur les arts de la scène, qui se tient tous les deux ans et dont la 5e éditoon devait avoir lieu en 2020 a lieu fin août 2021 avec 7 concerts[58]. La 6e édition a lieu les 26, 27 et 28 août 2022 avec Les Négresses vertes, les Têtes raides et Sanseverino, ainsi qu'une scène Off pour les artistes moins connus[59],[60].

### Culte
Le culte catholique est pratiqué dans les différentes églises de la commune.

## Économie
Un marché forain s'installe près de la mairie le jeudi après-midi.

## Culture locale et patrimoine

### Lieux et monuments

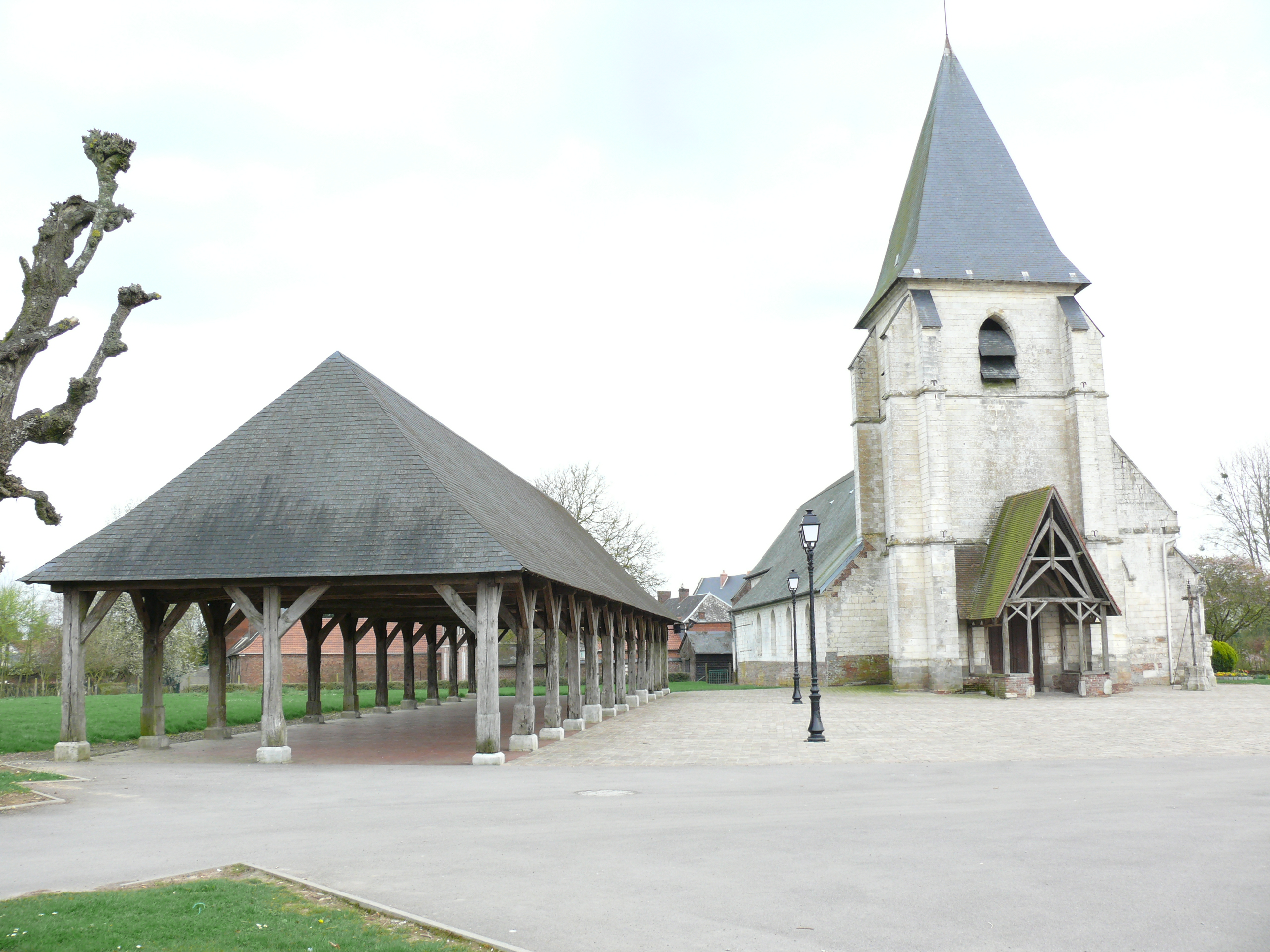
La Halle et l'église de Hornoy-le-Bourg.

La commune d'Hornoy-le-Bourg est constituée en 1972 par le regroupement d'une dizaine de villages et compte donc neuf églises et une chapelle, situées à Hornoy, Bézencourt, Tronchoy, Hallivillers, Lincheux, Gouy-l'hôpital, Selincourt, Boisrault, Orival, et Boulainvilliers.

#### Hornoy
- Église de l'Assomption-de-la-Sainte-Vierge, du XVIe siècle.
- Halle d'Hornoy, construite en 1565, reconstruite au sud de l'église et inscrite aux Monuments historiques. Elle est constituée de 12 travées formées par 29 poteaux et couvre un espace d'environ 31,25 m de long sur 6,80 m de large[63].
- Monument aux morts d'Hornoy.
- Château d'Hornoy, construit en brique et pierre dans le style palladien, de 1780 à 1785, sur des plans de l'architecte parisien Jean-Jacques Huvé, pour Alexandre Marie François de Paule de Dompierre d'Hornoy, président de la première chambre des enquêtes du parlement de Paris[64][source insuffisante], et son parc[65].
- Le sous-sol calcaire communal renferme des caves voutées supposées du XVIIe siècle. Propriétés privées, elles sont parfois creusées à 10 mètres de profondeur et organisées en plusieurs niveaux. Une carrière de craie s'étend également sur un hectare sous le plateau[66].

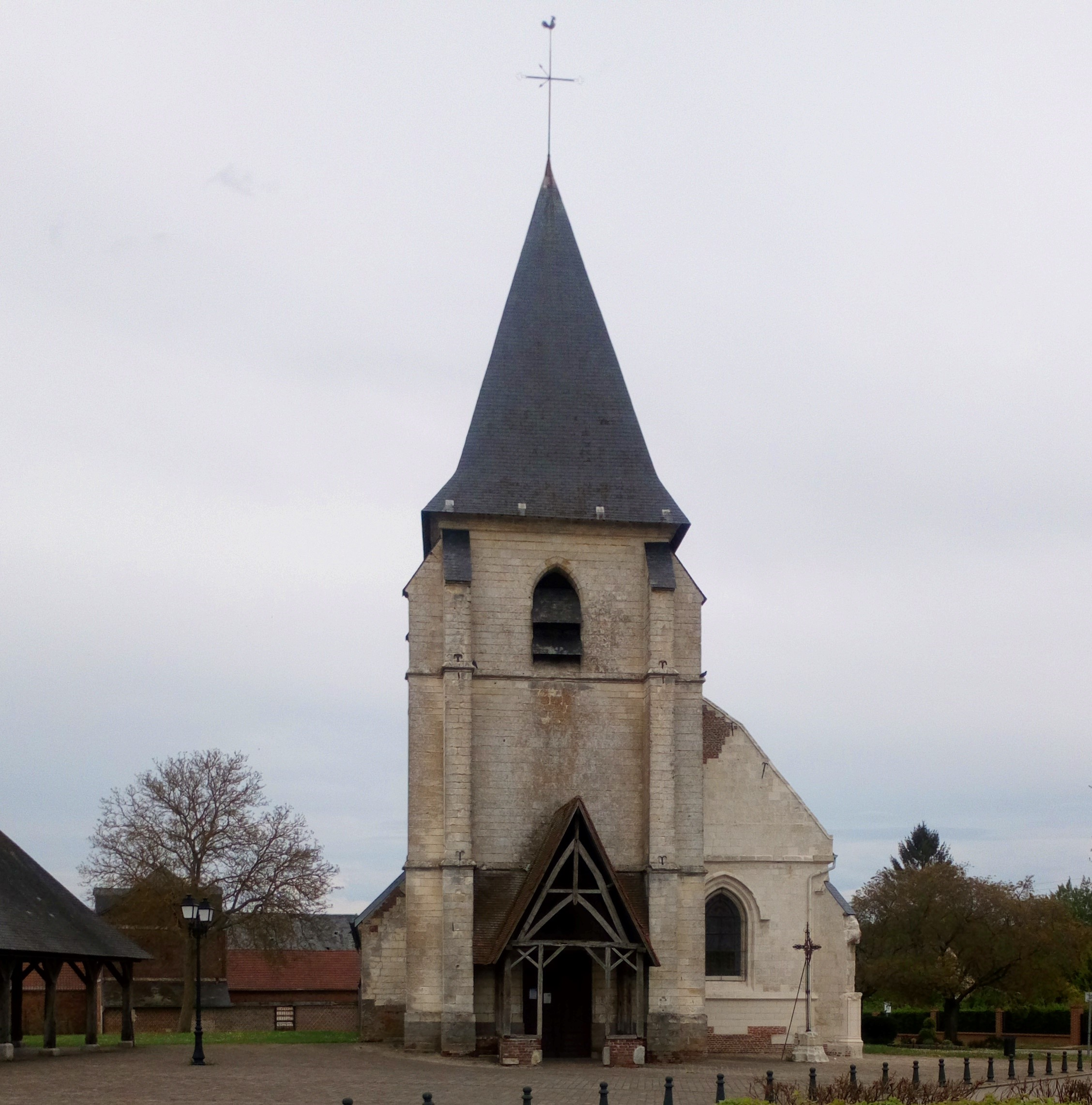
Eglise Notre-Dame-de-l'Assomption-de-la-Sainte-Vierge d'Hornoy.
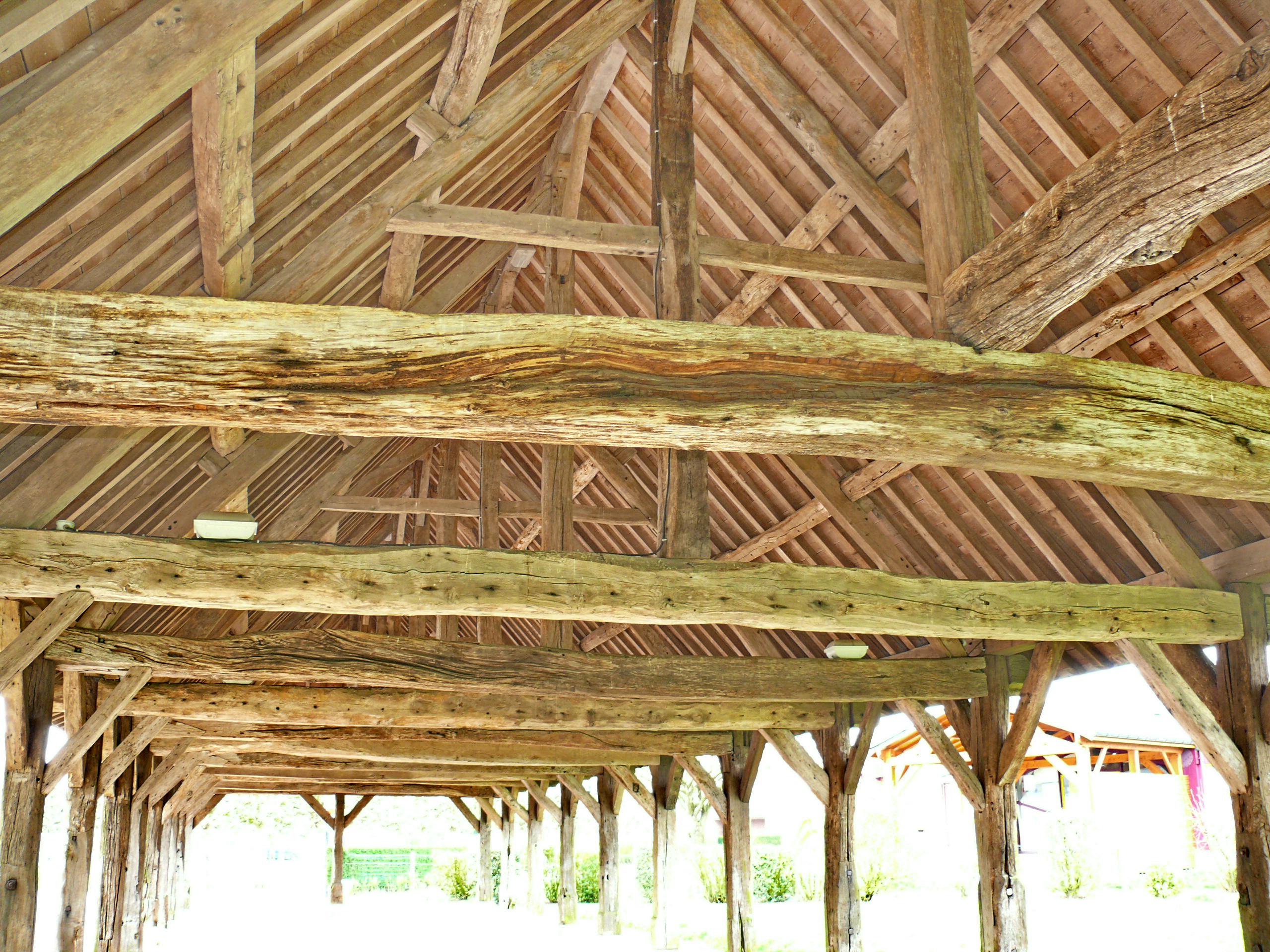
Charpente de la halle d'Hornoy.
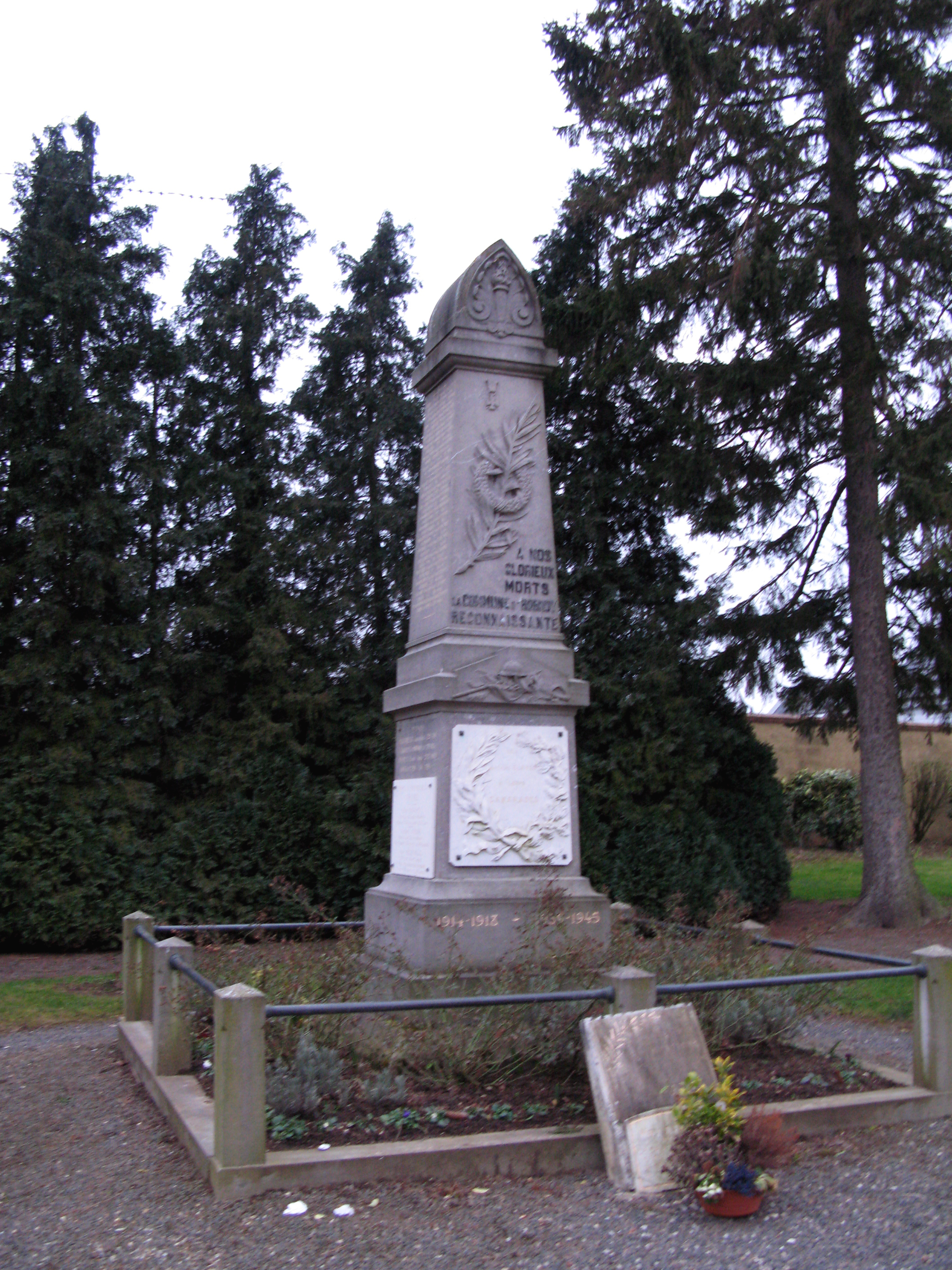
Monument aux morts d'Hornoy.

#### Bezencourt
- Église Sainte-Marie-Madeleine de Bezencourt, en pierre, avec reprises en briques. Une sablière, à l'intérieur, porte la date de 1492[67].
- Château de Bezencourt, construit en brique et pierre au début du XVIIIe siècle, élevé d'un rez-de-chaussée surmonté d'une toiture mansardée, et son parc[68].
- Monument commémoratif et Musée de la bataille de juin 1940 et du 67e BCA. Ce monument, à côté de l'église de Bezencourt, porte le nom de 60 hommes tués pour la défense, les 6 et 7 juin 1940, de la vallée du Liger et particulièrement du village de Bezencourt, dont 16 sont inhumés dans le carré militaire du cimetière[69]. Le musée, dans l'ancienne sacristie de l'église, présente des souvenirs de ces combats[70] en rappelant le sacrifice des chasseurs alpins venus tenter de repousser l'avance allemande[25].

#### Boisrault
- Église Saint-Martin, en pierre avec reprises en brique et en parpaings, au chœur plus élevé, comportant trois baies en tiers point. Le portail est surmonté par un clocher-mur, dit aussi campenard, et comporte deux blasons sculptés, difficilement lisibles.
- Manoir du début du XVIIe siècle, construit en brique avec de rares insertions de pierre. Les façades comportant trois travées et deux niveaux, s'appuient sur deux pignons. Porte centrale surmontée d'un fronton triangulaire.
- Monument disparu : ancien presbytère de Boisrault, du milieu du XVIIIe siècle, démoli vers 1925. Cet édifice se composait d'un haut rez-de-chaussée long de cinq travées, tout en pierre, couvert en ardoise.

#### Boulainvillers
La chapelle Saint-Pierre-ès-Liens a longtemps servi d'église. Sa construction est présumée de 1377. La cloche primitive, parrainée par la marquise de Boulainvillers est datée de 1689.

#### Gouy-l'Hôpital
Église de l'Assomption-de-la-Sainte-Vierge, construite tout en pierre, avec contreforts en brique et chœur plus élevé. Au-dessus du portail, se trouve un clocher-mur, nommé campenard en Picardie,,.

#### Le Tronchoy
- Église Saint-Pierre du XVIe siècle, en pierre avec de nombreuses reprises en brique.
- Chapelle dédiée à Notre-Dame-du-Bon-Secours. Un obus l'a mise à terre en 1940. Reconstruite après la guerre par son propriétaire[71].

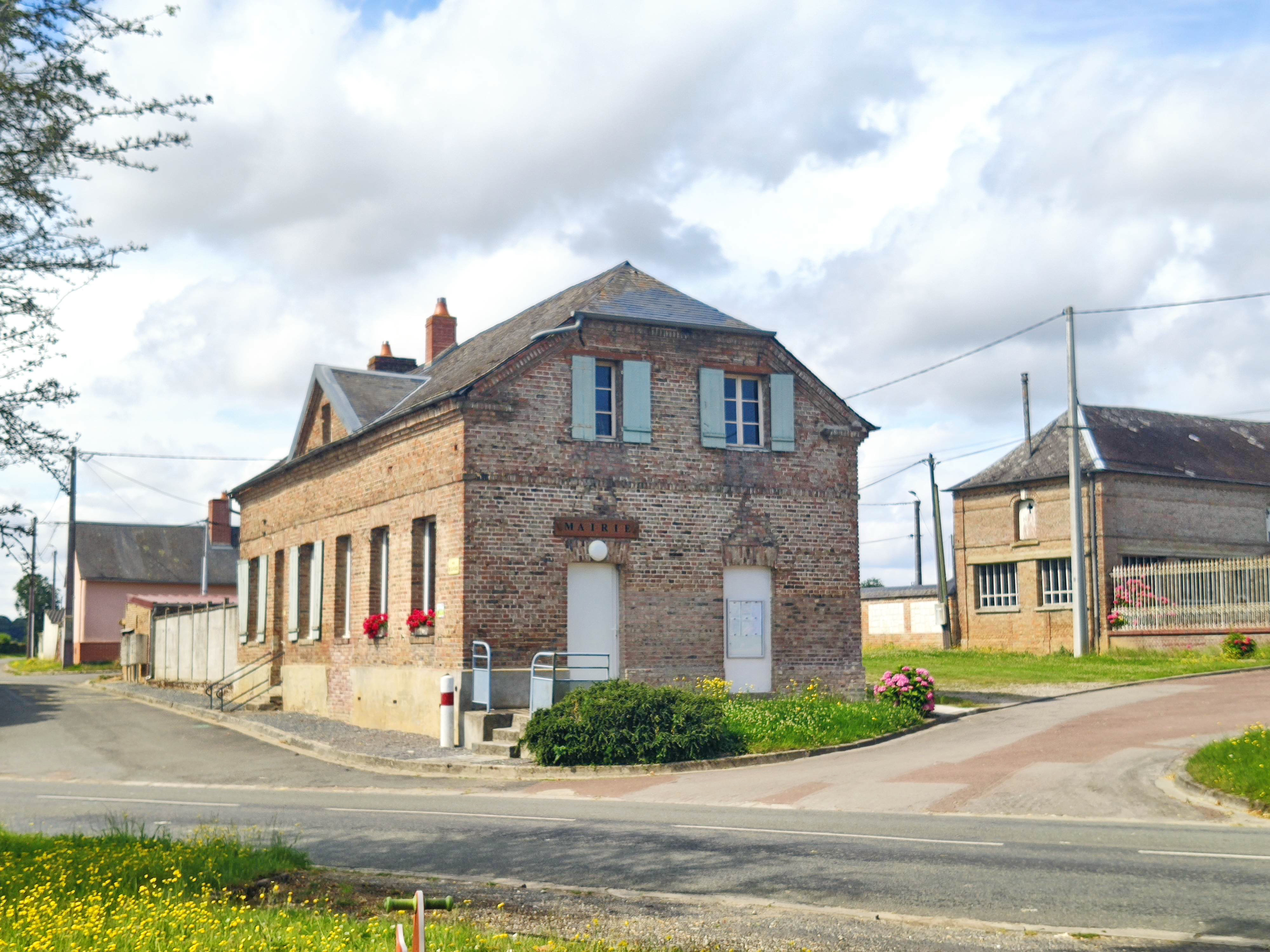
La mairie annexe.
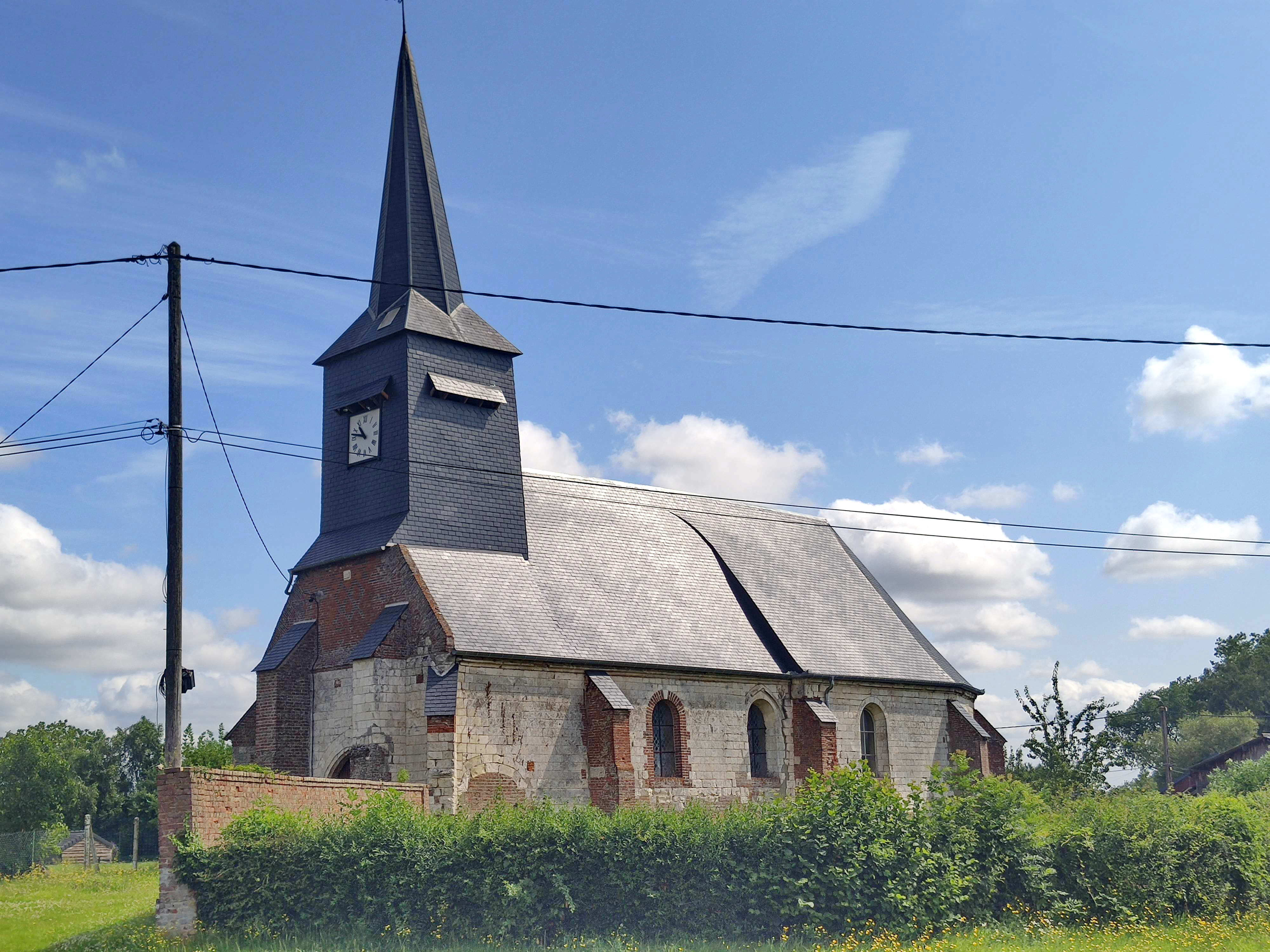
L'église.
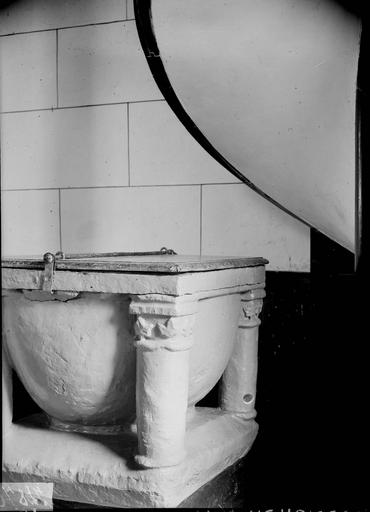
Les Fonts baptismaux en 1914
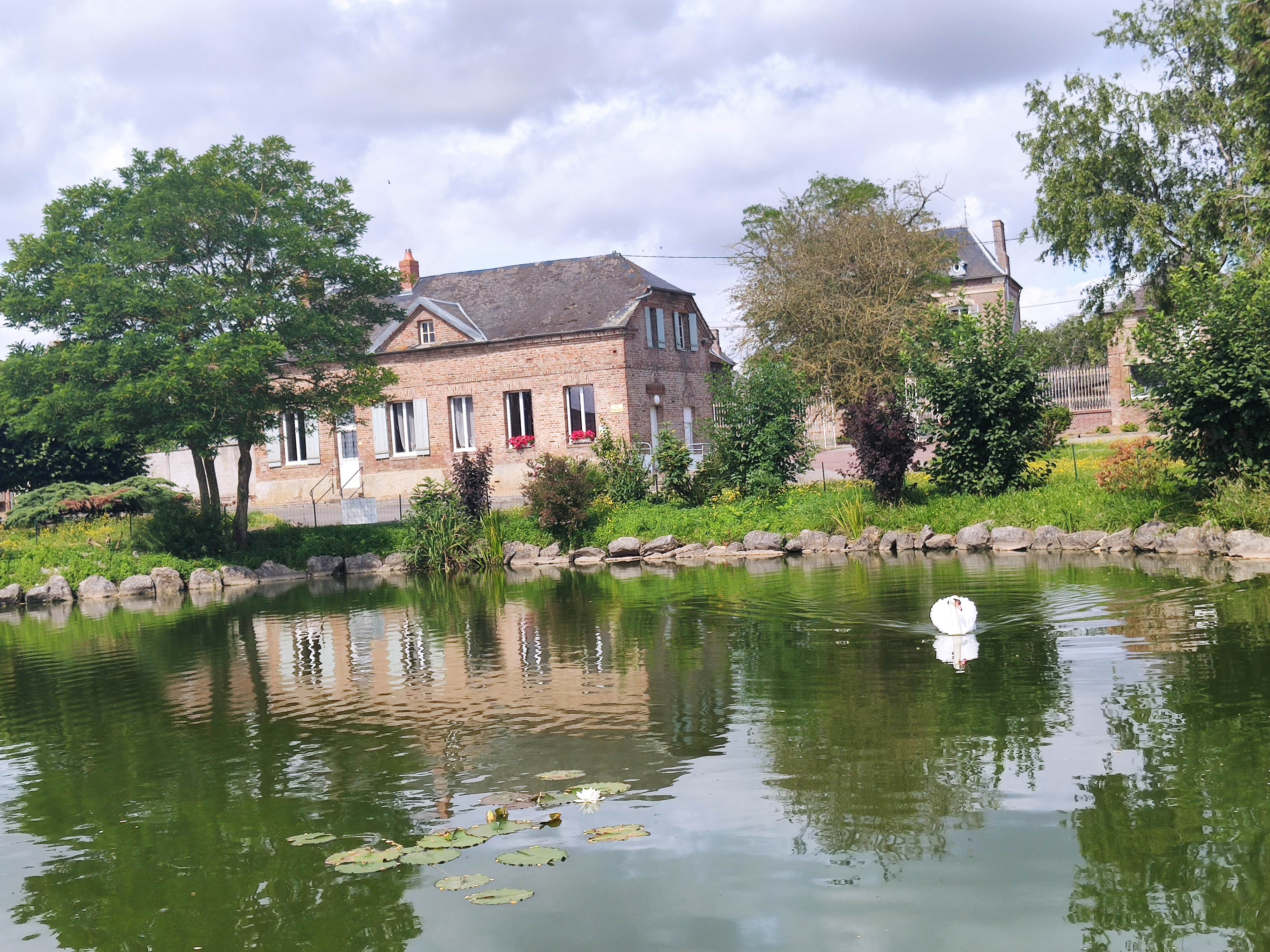
La mare.
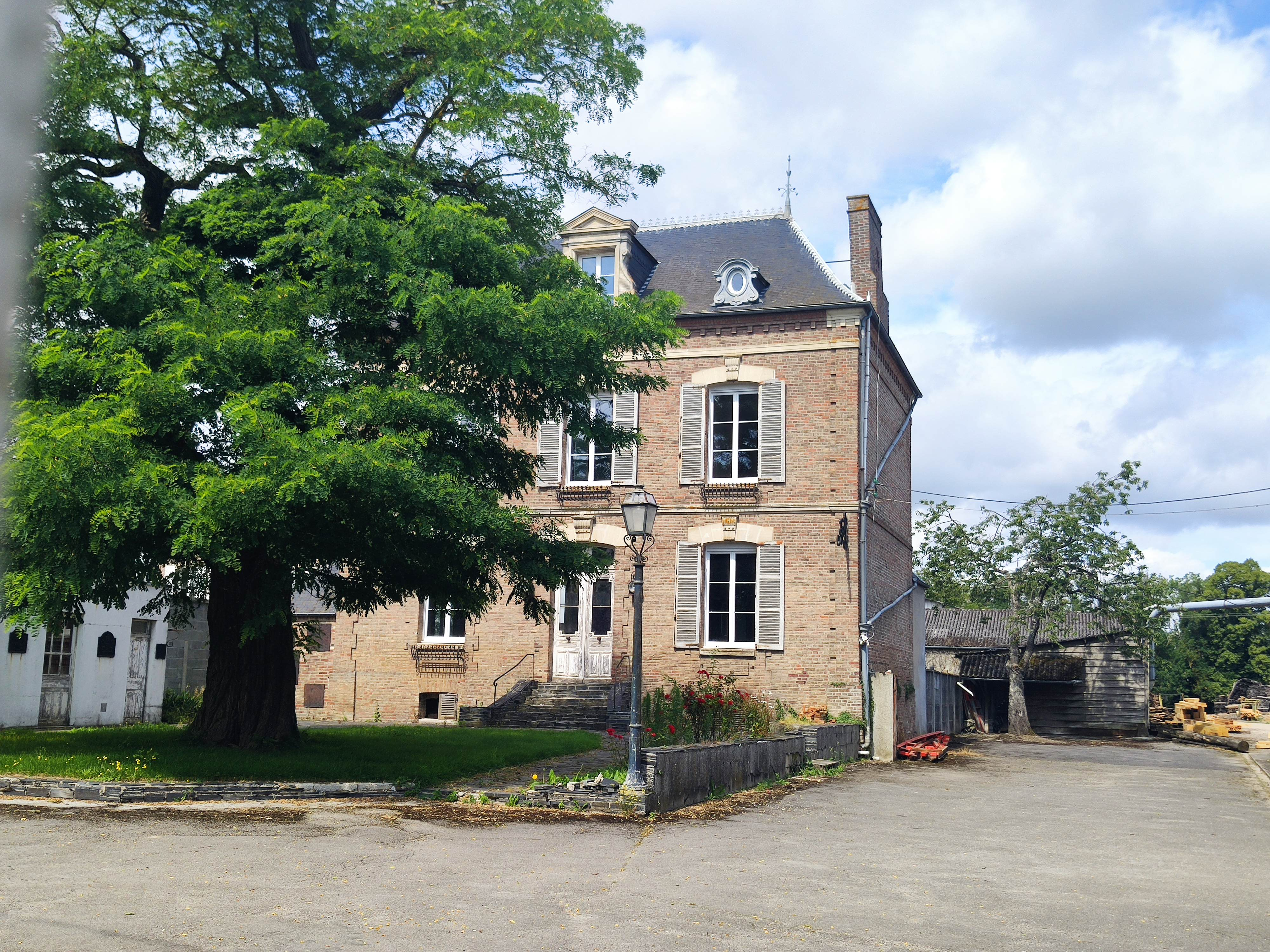
Maison de maître.

#### Lincheux-Hallivilliers
- Église de Lincheux, du début du XVIe siècle. Portail surmonté d'une tour quadrangulaire en brique et pierre et d'un clocher. Nef reconstruite en 1885 avec un très court transept. L'abside se termine par un pignon droit en brique et pierre.
- Église d'Hallivilliers, de petite taille, construite tout en brique au XIXe siècle, dans le style ogival.
- Monument disparu : l'ancien château de Lincheux, détruit vers 1840, dont l'aspect est connu par des dessins des Duthoit. Construit au XVIe siècle, Il présentait un seul rez de chaussée très élevé, avec une façade en pierre sculptée longue de cinq travées, ornée à la base du toit par des médaillons sculptés. Il se trouvait à environ 80 m au nord de l'église, à laquelle il était parallèle. Bâti sur un plan rectangulaire, il était un peu moins long qu'elle, mais un peu plus profond[74].

#### Orival

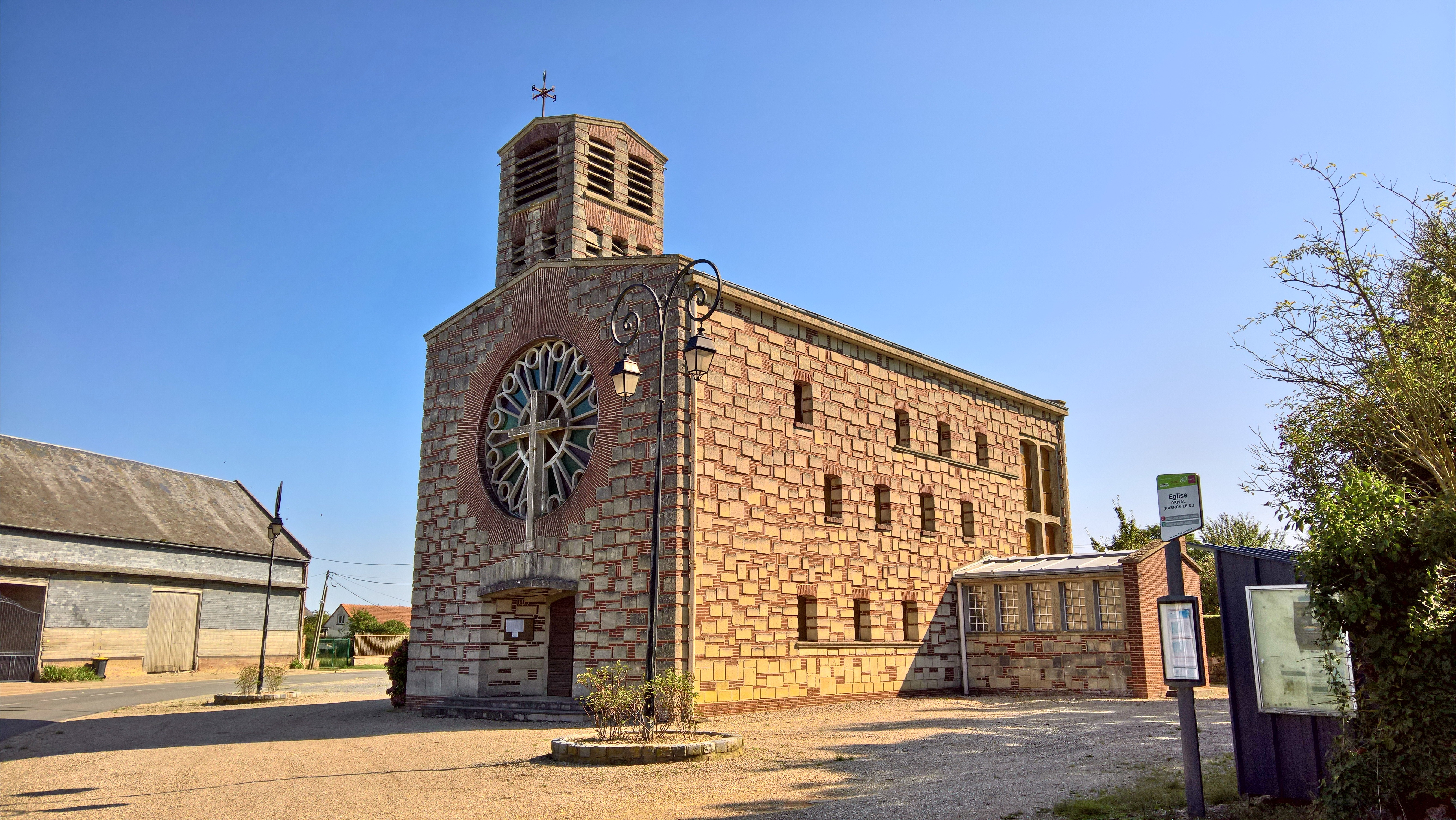
L'église Saint-Pierre d'Orival

- Église paroissiale d'Orival reconstruite de 1953 à 1958.

La précédente église, endommagée par les combats de juin 1940, datait du XVIe siècle. Elle ne fut pas réparée et finalement détruite après la guerre.
- Monument disparu : ancien château d'Orival, propriété successive des familles de Riencourt, puis de Saint Georges de Vérac. Cet édifice des XVIe et XVIIe siècles était bâti suivant un plan en L. Il se composait d'un corps de logis orienté nord-ouest - sud-est, prolongé à son extrémité Est par une aile en retour, avec un pavillon à chaque angle de l'édifice et une tour à son angle intérieur.

Situé sur une terrasse, il dominait, au Nord-Ouest, une cour de dépendances, et sur les autres côtés, un parc composé de parterres et de bosquets.
Vendu comme bien national en 1794, après l'émigration du marquis de Vérac, le château fut détruit en l'an III de la République par son acquéreur.

#### Selincourt
- Église paroissiale de Selincourt, reconstruite de 1873 à 1875 en style néo-gothique, toute en pierre, sur un plan en forme de croix, avec son inhabituel clocher à échauguettes. Elle contient une Vierge à l'Enfant de Jean-Baptiste Carpentier[78]
- Château de Selincourt, du XVIIIe siècle.

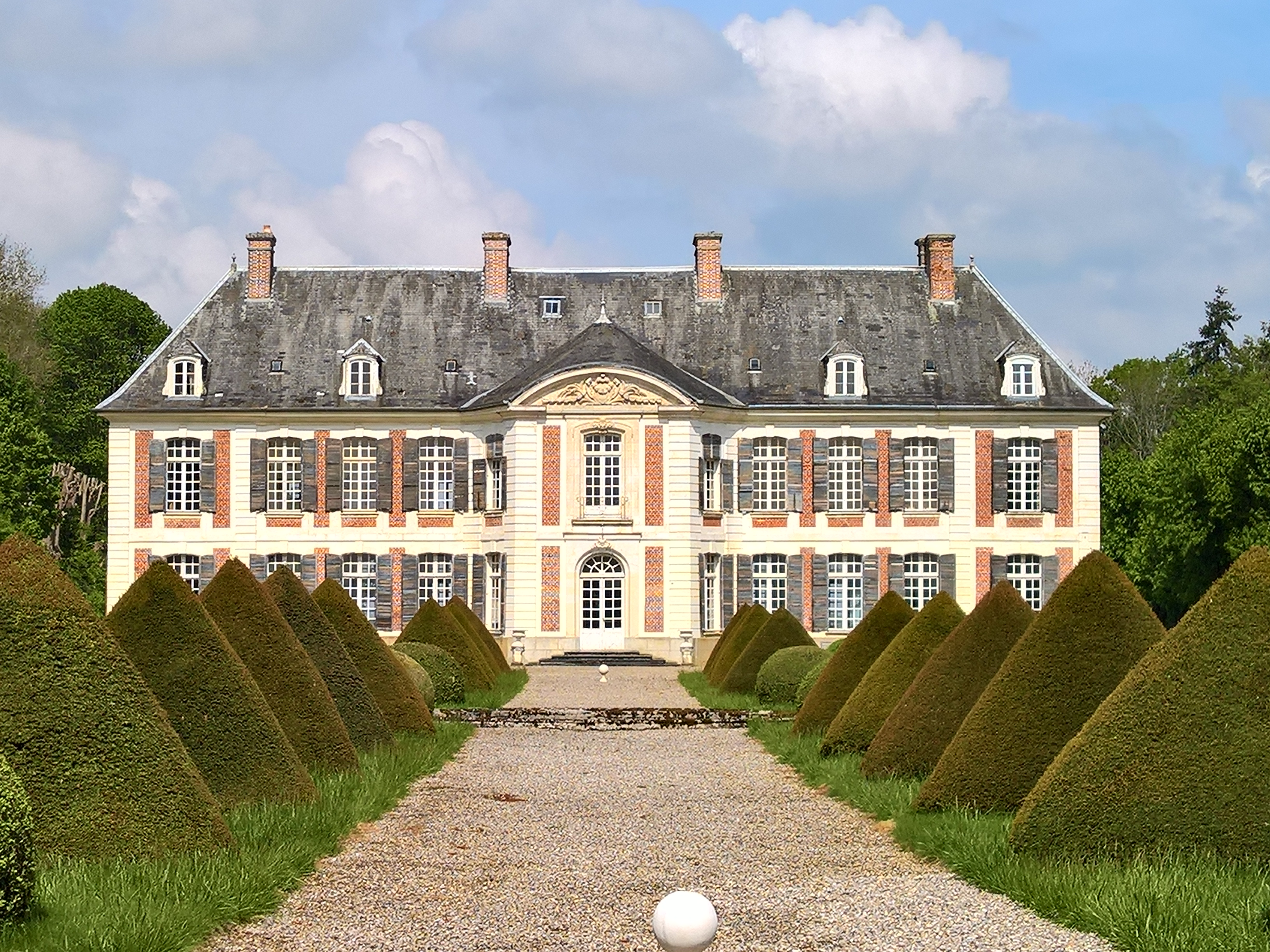
Façade du château.
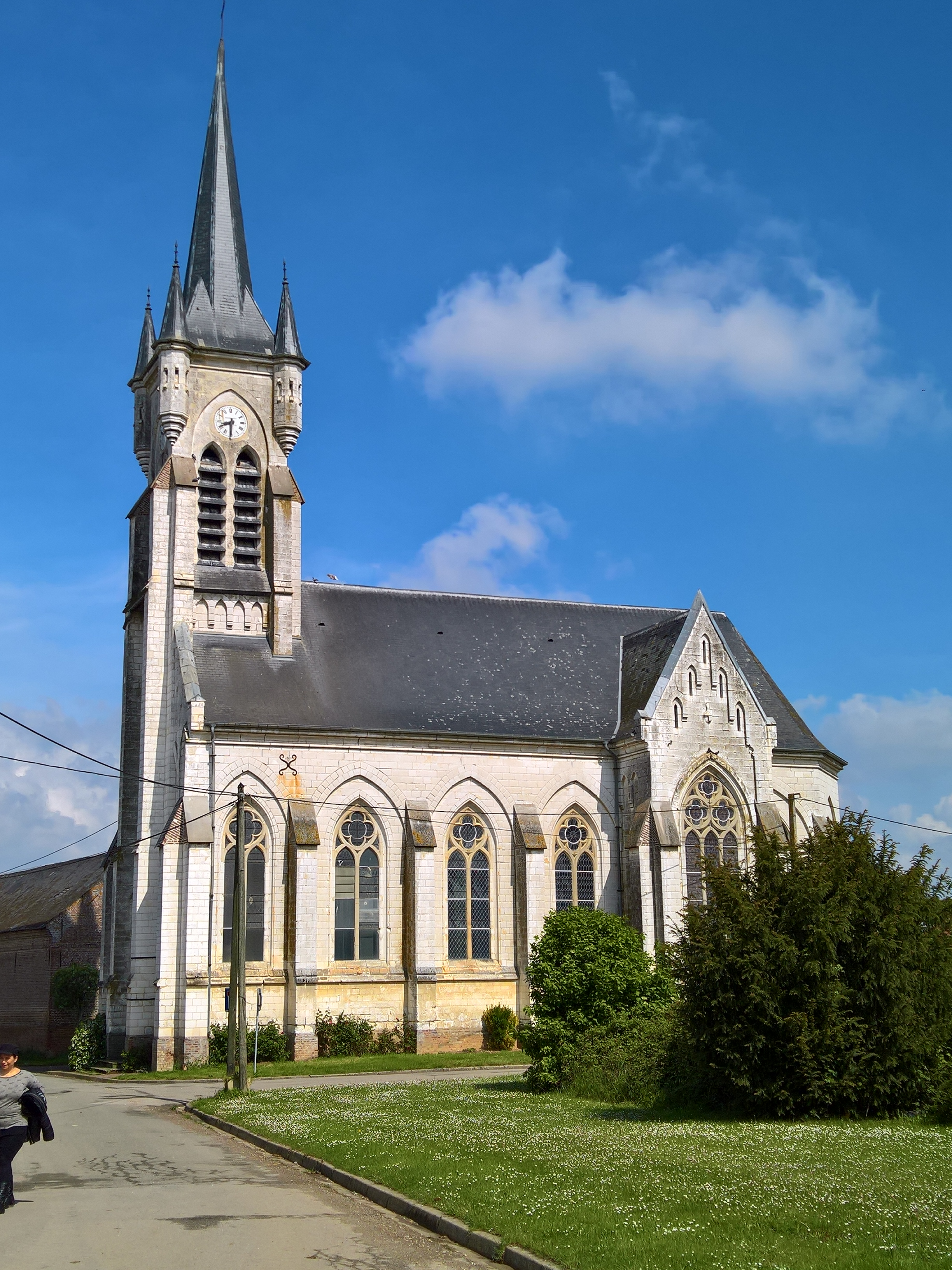
L'église Saint-Martin.
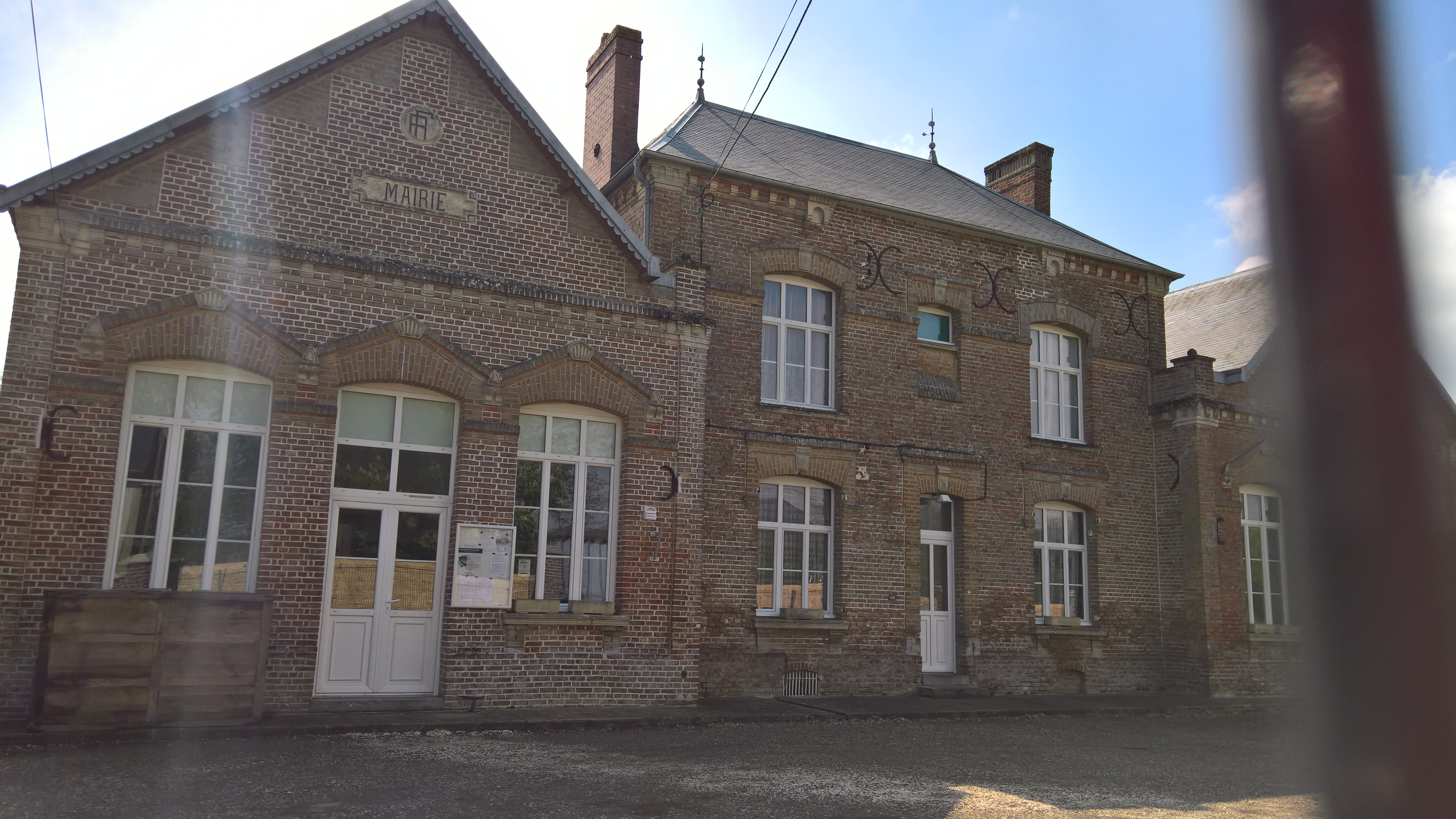
L'ancienne mairie-école.
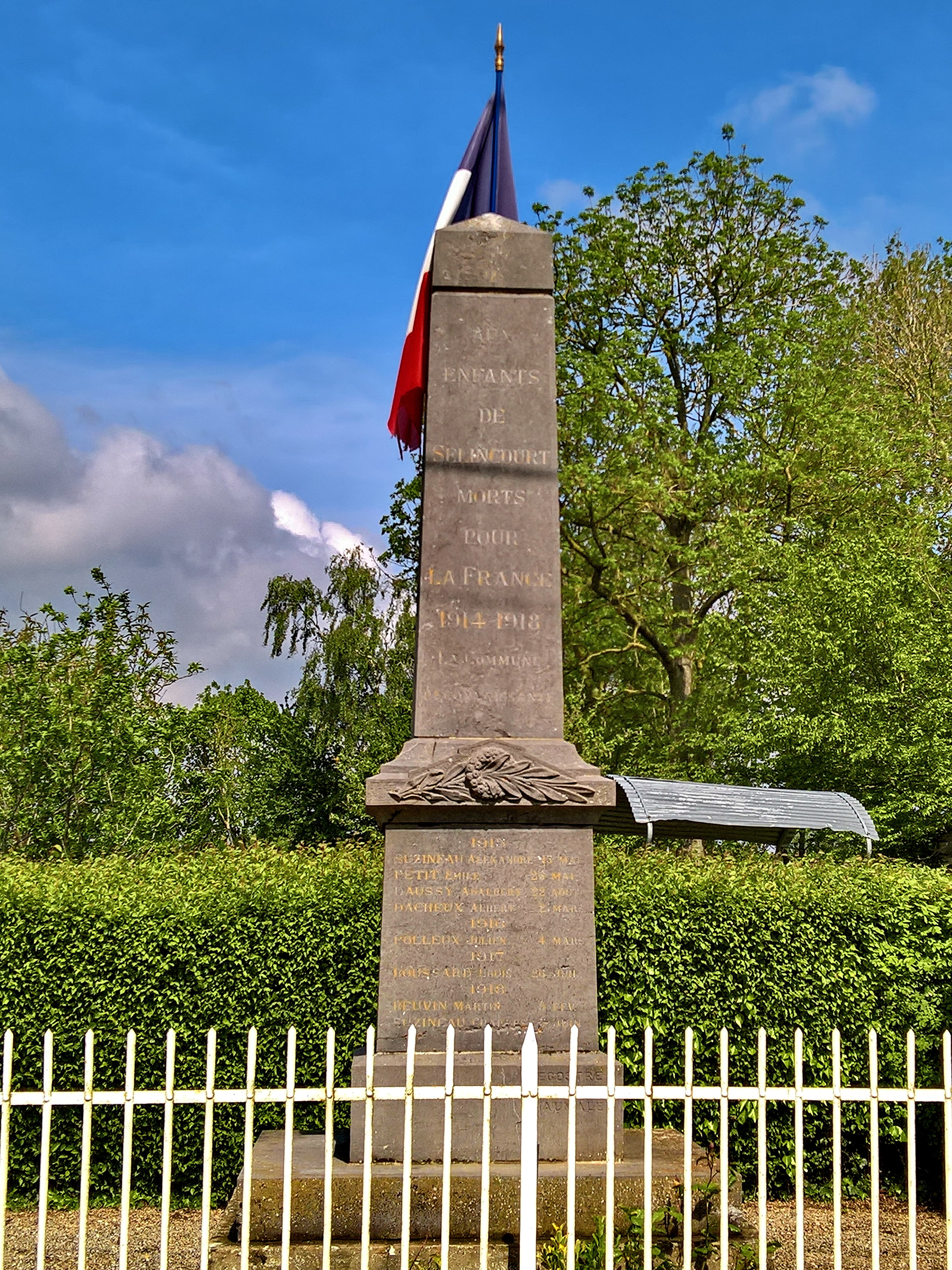
Monument aux morts.

- Monument disparu : l'abbaye Saint-Pierre de Selincourt de l'Ordre de Prémontré, fondée en 1130, reconstruite au XVIe siècle avant d'être entièrement rasée à la Révolution. L'église abbatiale était le siège d'un important pèlerinage, où les fidèles venaient vénérer une ampoule en cristal renfermant, une Sainte Larme, une larme du Christ rapportée, dit-on, de la quatrième croisade par Bernard de Moreuil. 
Dans les champs situés à l'emplacement des anciens bâtiments abbatiaux, des vestiges sont régulièrement mis au jour, tels que des clés de voûte finement sculptées, des fragments des colonnades du cloître, des piliers aux sculptures allégoriques, des chapiteaux corinthiens, des pavés décorés de motifs floraux, ou encore des petites représentations mythologiques mi-homme mi-oiseau, et notamment un tombeau mérovingien[79].

### Personnalités liées à la commune
- Jean de Schulemberg (1597-1671), maréchal de France, seigneur de Bezencourt au XVIIe siècle
- Madame Dompierre de Fontaine marquise de Florian (1715-1771), nièce de Voltaire, peintre française, y est enterrée. Son monument funéraire est visible dans l'église[80].
- Voltaire (1694-1778), écrivain, notamment dramaturge et poète, connu comme philosophe, aurait, selon la tradition locale, aurait séjourné au château d'Hornoy, propriété donc de sa nièce, où il aurait écrit une partie de son épopée la Henriade. Toutefois, ce ne peut être dans le château actuel, construit entre 1780 et 1785, après la mort du philosophe, mais dans un édifice antérieur[81]

- Charles Olivier de Saint-Georges de Vérac (1743-1828) , officier et diplomate au service du Roi de France, dernier seigneur d'Orival.
- Jean-Pierre Claris de Florian (1755-1794), dramaturge, romancier, poète et fabuliste français, qui connut Voltaire par la comtesse, épouse en secondes noces de son oncle Philippe-Antoine, marquis de Florian et qui séjourna souvent chez elle à Hornoy[réf. nécessaire].
- Charles de Dompierre d'Hornoy (1816-1901), amiral, ministre de la marine et des colonies de 1873 à 1874, membre de la famille de Dompierre d'Hornoy, qui résidait au château.
- Henri du Passage (1874-1963), père jésuite, théologien et écrivain, directeur de la revue Études, est né à Bezencourt[82]

- Le 12 juin 1964, le général de Gaulle (1890-1970) est venu à Hornoy. Nombre de personnes sont allées le voir sur la place de la Mairie[réf. nécessaire].

### Héraldique
| Blason de Hornoy-le-Bourg | Blason  | Parti de gueules au noyer d'or et d'or au lion de sable, armé et lampassé de gueules. Ornements extérieursCouronne murale : trois tours Décorations : Croix de guerre 1939-1945.                                               |
| Blason de Hornoy-le-Bourg | Détails | Le noyer est une arme allusive : noyer d'or = Hornoy. La seconde moitié de l'écu représente le blason de la famille De Dompierre d'Hornoy, seigneurs du lieu. Armes allusives (or-noix →noyer d'or). Adopté le 1 janvier 1972. |

## Pour approfondir